# Halldór Ásgrímsson
Halldór Ásgrímsson, född 8 september 1947 i Vopnafjörður i Austurland, död 18 maj 2015 i Reykjavík, var en isländsk politiker och revisor som var landets statsminister mellan 15 september 2004 och 5 juni 2006. Han var dessförinnan utrikesminister 1995–2004. Han var partiledare för Framsóknarflokkurinn (isländska Framstegspartiet) 1994–2006.
Han var generalsekreterare för Nordiska ministerrådet 2006–13.